# Стационе Монталто-Корето (Козенца)
Стационе Монталто-Корето је насеље у Италији у округу Козенца, региону Калабрија.
Према процени из 2011. у насељу је живело 1712 становника. Насеље се налази на надморској висини од 152 м.